# Карденас, Дани
Да́ни Ка́рденас (исп. Dani Cárdenas, полное имя Даниэ́ль Ка́рденас Линдес (исп. Daniel Cárdenas Lindez); род. 28 марта 1997, Тарраса, Каталония) — испанский футболист, вратарь клуба «Райо Вальекано».

## Клубная карьера
Карденас — воспитанник клубов «Террасса», «Маурина Эгара», «Барселона», «Хабак Террасса», «Эспаньол» и «Леванте». 20 августа 2016 года в матче против «Атлетико Балеарес» Дани дебютировал за дубль последних. В марте 2020 года, продлил контракт до лета 2022 года. 27 ноября в поединке против «Реал Вальядолид» Карденас дебютировал в Ла Лиге.
В августе 2023 года, голкипер подписал контракт с «Райо Вальекано». 25 мая 2024 года в последнем туре сезона против «Атлетик Бильбао» он провёл первый матч за клуб.